# Stora Höjaremyrtjärnen
Stora Höjaremyrtjärnen är en sjö i Tanums kommun i Bohuslän och ingår i Enningdalsälvens huvudavrinningsområde.